# Eschenrode

Eschenrode est une ancienne commune de l'arrondissement de  Börde en Saxe-Anhalt (Allemagne). Elle fait partie depuis 2010 de la municipalité d'Oebisfelde-Weferlingen, après avoir fait partie de la communauté d'administration de Flechtingen.

## La géographie
Eschenrode se trouve à environ 10 km au sud-ouest de Flechtingen entre Lappwald et la chaîne de montagnes de Flechtingen.  Les villes voisines sont Brunswick, Wolfsbourg et Magdebourg. 
Eschenrode est entourée de trois côtés par la forêt. Non loin du village, se trouve le Wüstung Nievoldhagen.

### Communes voisines
Hödingen, Hörsingen, Bartensleben, Schwanefeld, Walbeck et Weferlingen se trouvent à proximité.

## Histoire
Le village a été mentionné au début sous le nom de Haskenroth dans un document de confirmation du pape Adrien IV, concernant l'abbaye de Mariental en 1158. Cependant l'église d'Eschenrode fondée par Hildegrin de Châlons (827), premier évêque d'Halberstadt, dont le diocèse administrait trente-cinq églises paroissiales, est donc beaucoup plus ancienne que le village. 
L'église d'Eschenrode, vers le milieu du XIe siècle est devenue une église archidiaconale, dépendant de Halberstadt.

## Population
En 2006, Eschenrode avait environ 174 habitants. Le nombre de maisons (54) a peu changé depuis 1842.

## Politique
Le maire est Jürgen Böttcher depuis le 12 juin 1994. 
Eschenrode est jumelée avec Essenrode à Lehre.

## Culture et architecture

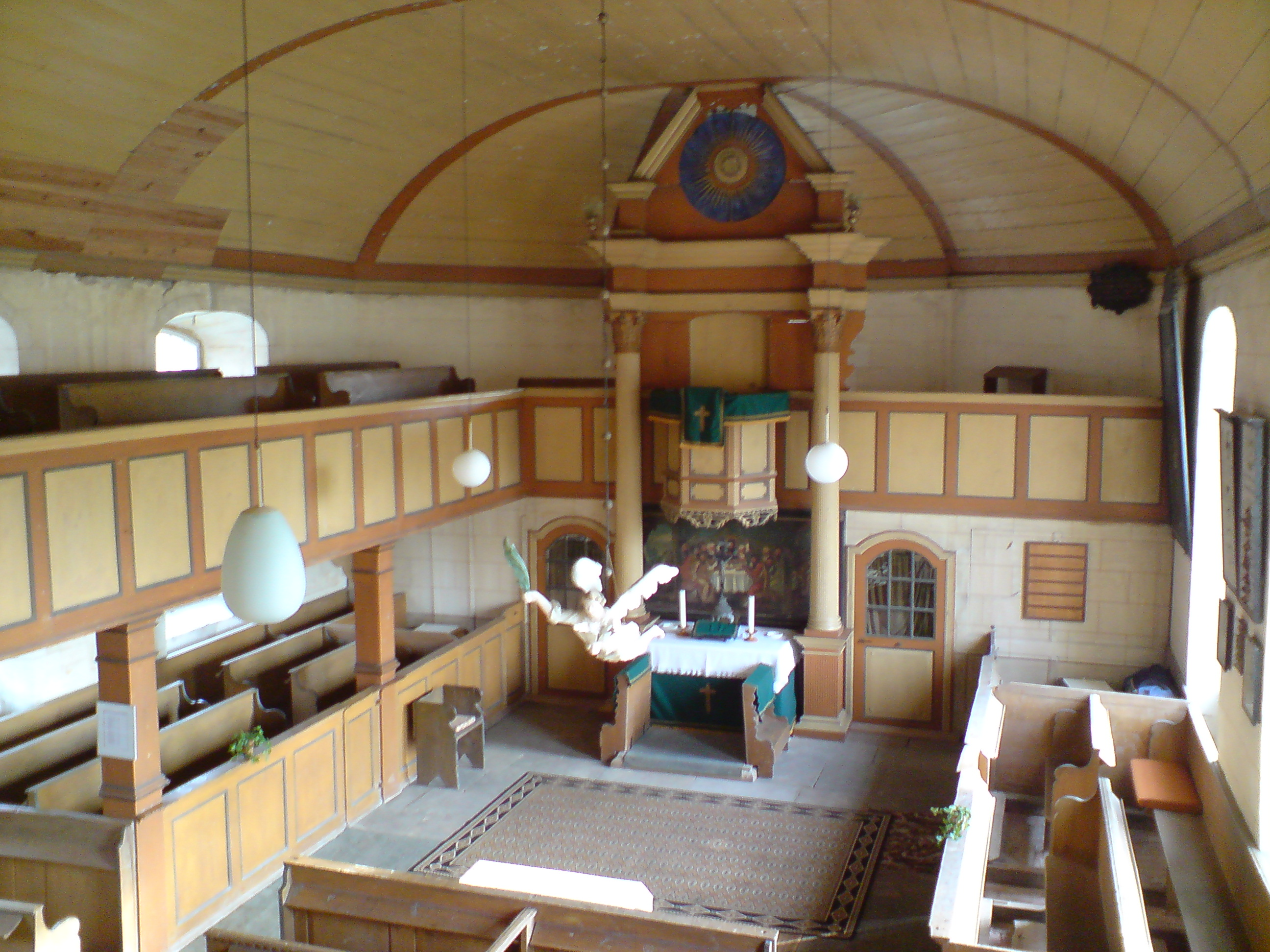
Intérieur de l'église d'Eschenrode

### Architecture
L'église d'Eschenrode est consacrée à saint-Étienne. On y trouve un orgue de la manufacture de Bode assez rare, un ange de baptême, ainsi que la cloche de l'église de Nievoldhagen dont les ruines dans la forêt sont encore visibles.

## Économie et infrastructures

### Circulation
La route nationale 1 relie Brunswick à Berlin. Elle se trouve dans la direction du sud, à environ 11 km.
L'autoroute fédérale 2 donne accès à Alleringersleben (64) et se trouve à 14 km. 
La Landesstrasse 42, fait la liaison entre Haldensleben et Weferlingen et traverse Eschenrode. 